# Bantam Books
Bantam Books es una editorial estadounidense propiedad de la empresa Random House, una subsidiaria de Penguin Random House, y un sello editorial del Random House Publishing Group.
Comenzó como una editorial de mercado masivo, principalmente de reimpresiones de libros de tapa dura, con algunos libros de bolsillo originales también. Se expandió a libros de bolsillo y de tapa dura, incluidas obras originales, a menudo reimpresas internamente como ediciones para el mercado masivo.

## Historia
Fue formada en 1945 por Walter B. Pitkin, Jr, Sidney B. Kramer, Ian y Betty Ballantine, con fondos de Grosset & Dunlap y Curtis Publishing Company. Desde entonces la editorial ha sido comprada varias veces por compañías como National General, Carl Lindner 's American Financial y, más recientemente, Bertelsmann.
La empresa estaba fracasando cuando Oscar Dystel, que había trabajado anteriormente en Esquire y como editor de la revista Coronet, fue contratado en 1954 para administrarla. A finales del año siguiente, la empresa era rentable. Dystel se retiró como presidente en 1980. En ese momento Bantam era la mayor editorial de libros de bolsillo, tenía más del 15% del mercado y excedía los 100 millones de dólares en ventas.
En 1964, Grosset & Dunlap adquirió la propiedad total de Bantam de Curtis. En 1968, Grosset & Dunlap fue adquirido por el conglomerado National General, dirigido por Gene Klein. National General fue adquirida por American Financial Group en 1973. American Financial vendió Bantam a la firma italiana IFI en 1974.
Bertelsmann adquirió la mitad de Bantam en 1977 y asumió la propiedad total en 1980. En 1986, Bertelsmann adquirió Doubleday & Company y creó la sociedad gestora Bantam Doubleday Dell. En 1998, Bertelsmann adquirió Random House de Advance Publications, que se convertiría en el nombre del holding. Después de la fusión, Bantam se fusionó con Dell Publishing para formar Bantam Doubleday Dell, que se convertiría en parte del grupo editorial Random House en 2008. Ballantine Books se fusionó con Bantam Dell en 2010. En 2013, Random House se fusionó con Penguin para formar Penguin Random House.